# Urzicuța (gmina)
Urzicuța – gmina w Rumunii, w okręgu Dolj. Obejmuje miejscowości Urzica Mare i Urzicuța. W 2011 roku liczyła 3128 mieszkańców.